# Бекулешти (Арђеш)
Бекулешти (рум. Beculești) насеље је у Румунији у округу Арђеш у општини Чомађешти. Oпштина се налази на надморској висини од 274 m.

## Становништво
Према подацима из 2002. године у насељу је живело 253 становника, од којих су сви румунске националности.